# 邁格特峰
76°27′S 146°29′W / 76.450°S 146.483°W
邁格特峰（英語：Maigetter Peak）是南極洲的山峰，位於瑪麗伯德地，處於布洛克灣南岸，在1929年12月5日由美國探險隊發現，以生物學家命名，現時由南極條約體系管理。